# Paraglenurus okinawensis
Paraglenurus okinawensis is een insect uit de familie van de mierenleeuwen (Myrmeleontidae), die tot de orde netvleugeligen (Neuroptera) behoort. 
Paraglenurus okinawensis is voor het eerst wetenschappelijk beschreven door Okamoto in 1910.